# Ньюс (река)
Ньюс (англ. Neuse River) — река в Северной Каролине, впадающая в залив Памлико-Саунд ниже города Нью-Берн.
Образована слиянием рек Флэт и Ино непосредственно перед искусственным озером Фолс-Лейк. Длина реки — 443 км, площадь бассейна — 14 600 км². Река Трент впадает в Ньюс в районе Нью-Берна. Ньюс — самая длинная река, бассейн которой расположен исключительно в Северной Каролине.

## География

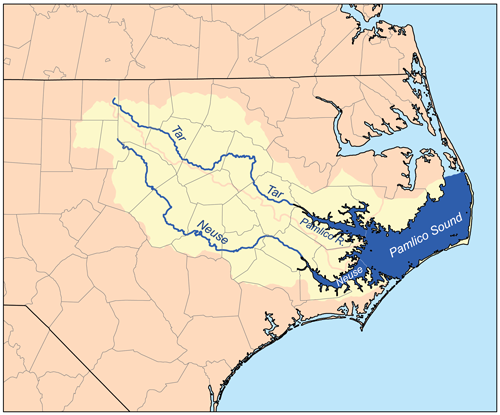
Бассейн рек Тар, Ньюс и Памлико

Типичная для прибрежных равнин Северной Каролины река. Ньюс входит в пойму низовых болот перед своим устьем. Интересным исключением Ньюс является наличие относительно узкой горловины в 30 м (Утёсы Ньюс) близ Голдсборо, которую река пробила в известняковых и песчаных отложениях. Река отличается сильными сезонными колебаниями стока. При этом во время дождливого периода Ньюс подвержена наводнениям, а во время засухи — сильному обмелению.
Протекает в десяти округах. Основные города вблизи Ньюс: Дарем, Ньюс, Роли (столица Северной Каролины), Смитфилд, Голдсборо, Кинстон и Нью-Берн.

## История
Пойма реки была местом проживания цивилизаций аборигенов в течение нескольких тысячелетий. По берегам реки было обнаружено множество следов доисторических индейских поселений. Археологические исследования показали несколько волн пребывания индейских племён на этой территории.
Река названа европейскими колонистами по её названию ньюсик ("Neusick") у местного индейского племени ньюсиок (Neusiok), с которыми контактировали ранние экспедиции Уолтера Роли. Это одно из трёх старейших индейских названий, сохранившихся в США.

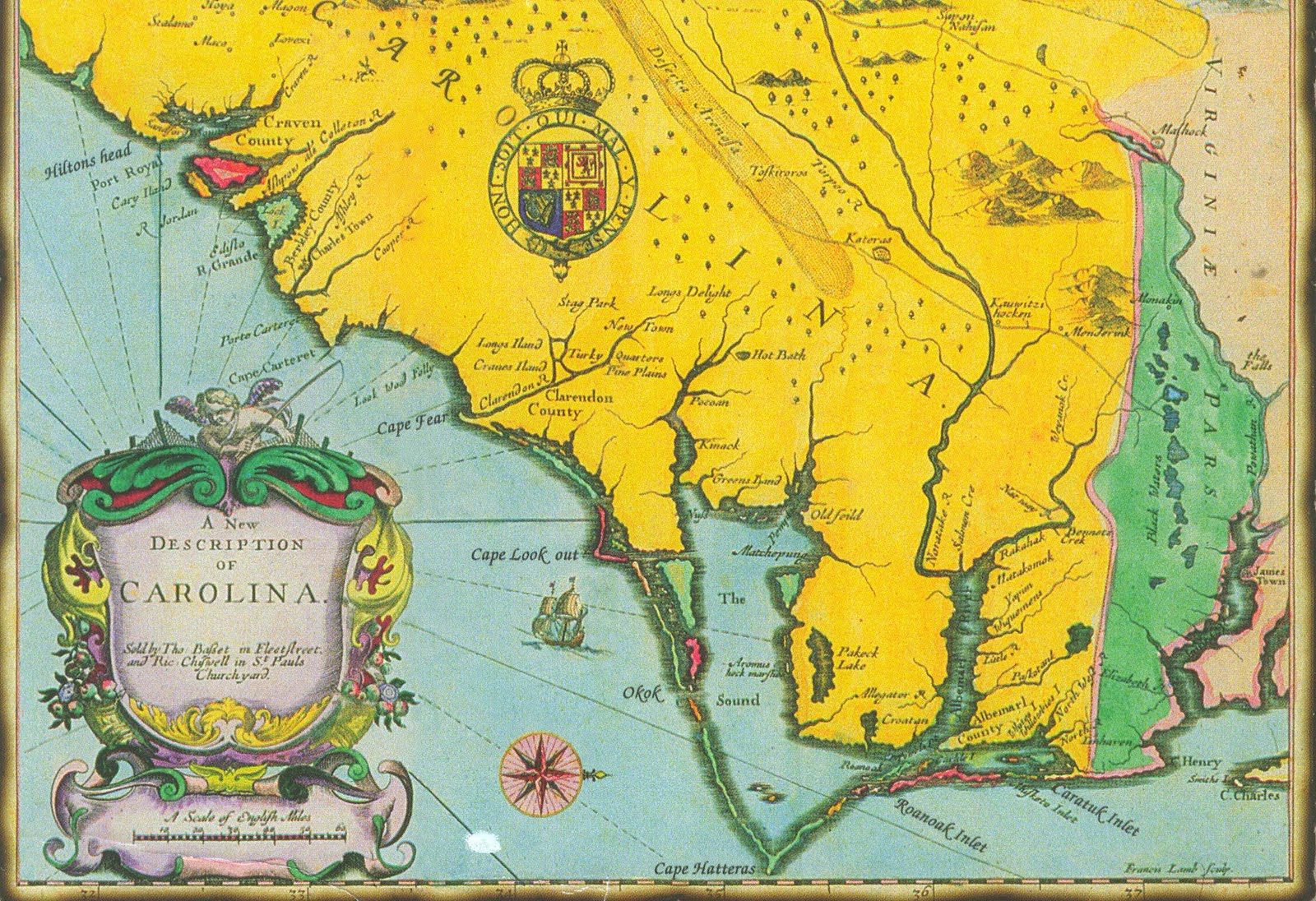
Устье Ньюс в «Новом описании Каролины» (Лондон, 1676). Запад расположен сверху.

В 1865 году во время Гражданской войны войска конфедератов сожгли один из своих последних броненосцев Ram Neuse, чтобы он не был захвачен юнионистами. Уровень в реке спал до такого уровня, что корабль не мог пройти вниз по течению. Лишь через сто лет он был вновь найден и в 1963 году поднят. В настоящее время находится в Мемориале Губернатора Кэсвелла в Кинстоне.